# Вестерштеттен
Вестерштеттен (нім. Westerstetten) — громада в Німеччині, знаходиться в землі Баден-Вюртемберг. Підпорядковується адміністративному округу Тюбінген. Входить до складу району Альб-Дунай.
Площа — 13,09 км2. Населення становить 2214 ос. (станом на 31 грудня 2020).